# آمه-نو-میناکانوشی
آمه-نو-میناکانوشی (به ژاپنی: アメノミナカヌシ Ame-no-Minakanushi) به معنای «ارباب مرکز بهشت» یک خدای (کامی) در اساطیر ژاپن، که نام او در کوجیکی و نیهون‌شوکی آمده‌است و به عنوان اولین یا یکی از اولین خدایانی است که پس از آسمان و زمین ظهور کرده‌اند، از وی نام برده شده‌است.